# Казас, Илья Ильич (1899)
Илья́ Ильи́ч Каза́с (11 [23] ноября 1899, Симферополь — 9 мая 1944, Сапун-гора, Крымская АССР) — крымский поэт-футурист, педагог, участник Великой Отечественной войны.

## Биография
Родился 11 (23) ноября 1899 года в Симферополе в семье доктора медицины, врача Ильи Ильича Казаса (1860 — ок. 1940), старшего сына крымского просветителя, педагога и поэта Ильи Ильича Казаса. Мать — Евгения Рудольфовна Казас, занималась благотворительностью, работала в филантропических организациях Симферополя.
Учился на историко-филологическом факультете Таврического университета. Был членом симферопольского литературно-художественно-драматического кружка «Аргонавты», в который входили такие представители творческой молодёжи Крыма как Н. А. Гурвич, Н. А. Менчинская, Н. Я. Рыкова, Ю. Г. Каракаш, Е. А. Мурзаев, Ю. С. Усова, М. М. Дитерихс (сын М. М. Дитерихса), А. Арендт (внучка Н. А. Арендта) и другие.
В 1931 году был арестован по политическим мотивам, но вскоре отпущен. В период немецко-фашистской оккупации находился в Симферополе, преподавал историю в местной средней школе № 8. После освобождения Симферополя в апреле 1944 года призван в действующую армию. Служил рядовым в должности стрелка 267-й стрелковой Краснознамённой Сивашской ордена Суворова 2-й степени дивизии. Участвовал в освобождении Севастополя.
Погиб в бою 9 мая 1944 года в районе Сапун-Горы. Похоронен в 1,2 км южнее Сапун-Горы.

### Семья
Жена — Наталья Николаевна Казас (урожд. Канаки; 1906—1988).
- Сын — Илья Ильич Казас (1935—1999)[7].

## Творчество
М. Н. Изергина вспоминала: 
Он имел вид русского мастерового. Был очень смешной, считал себя футуристом, декламировал стихи Бурлюка.
В 1922 году написал поэму «Dies Irae» («Гнев Божий»), в которой отразил события тех неспокойных лет в истории страны. В соавторстве с другими членами литературного объединения написал пьесу «„Аргонавты“ в стране Гонкуга», действие которой происходит в 3000 году в фантастической стране Гонкуга.